# Zetorchestes phyllosetus
Zetorchestes phyllosetus är en kvalsterart som beskrevs av Sandór Mahunka 1977. Zetorchestes phyllosetus ingår i släktet Zetorchestes och familjen Zetorchestidae. Inga underarter finns listade i Catalogue of Life.